# Державний музей грузинської літератури імені Георгія Леонідзе
Державний музей грузинської літератури імені Георгія Леонідзе (груз. საქართველოს გიორგი ლეონიძის სახელობის ქართული ლიტერატურის სახელმწიფო მუზეუმი) — установа культури в Тбілісі, що знаходиться за адресою: вулиця Г. Чантурія, 8.

## Історія музею
Музей створений в 1930 році за ініціативи Давида Арсенішвілі як Мтацміндський музей письменників на базі ювілейної виставки, присвяченої 100-річчя Олександра Грибоєдова. Новий музей очолив поет Георгій Леонідзе (1899—1966). Через 5 років музей перейменували в Грузинський музей письменників, а в 1938 році — в Грузинський державний літературний музей.
З 1967 року носить ім'я Георгія Леонідзе. Більшість унікальних експонатів музею було зібрано під час керівництва саме Георгія Леонідзе, що був директором музею в 1939—1951 роках. Тому в 1967 році, через рік після смерті письменника, музею було присвоєно його ім'я. У дворі музею встановлено бюст Леонідзе.

## Експозиція
В експозиції музею більш як 105 000 рукописів, близько 3 000 живописних полотен і графічних робіт, 80 скульптур, 27 000 фотографій та 1800 негативів, понад 28 000 унікальних книг, газет і журналів, 400 аудіо-відео записів.